# Olympische Sommerspiele 2008/Teilnehmer (Salomonen)
| Gelbes Symbol für Goldmedaillen mit stilisierten Olympischen Ringen | Graues Symbol für Silbermedaillen mit stilisierten Olympischen Ringen | Braundes Symbol für Bronzemedaillen mit stilisierten Olympischen Ringen |
| ------------------------------------------------------------------- | --------------------------------------------------------------------- | ----------------------------------------------------------------------- |
| —                                                                   | —                                                                     | —                                                                       |

Die Salomonen nahmen 2008 zum siebten Mal an Olympischen Sommerspielen teil. Ihre Delegation an den Olympischen Sommerspielen 2008 in Peking umfasste drei Athleten. Fahnenträgerin bei der Eröffnungsfeier war Wendy Hale.

## Teilnehmer nach Sportarten

### Gewichtheben
- Wendy Hale
Frauen, bis 58 kg: 12. Platz

### Leichtathletik
- Pauline Kwalea
Frauen, 100 m: in der 1. Runde ausgeschieden
- Francis Manioru
Männer, 100 m: 67. Platz